# Olympijské rekordy v atletice
Toto je seznam olympijských rekordů atletů a atletek podle atletických disciplín:

## Muži
| Disciplína                                  | Rekord                  | Jméno a národnost                                                                   | Hry                 |
| ------------------------------------------- | ----------------------- | ----------------------------------------------------------------------------------- | ------------------- |
| Běh na 100 metrů                            | 9,63 s                  | Usain Bolt                                                                          | Londýn 2012         |
| Běh na 200 metrů                            | 19,30 s                 | Usain Bolt                                                                          | Peking 2008         |
| Běh na 400 metrů                            | 43,03 s                 | Wayde van Niekerk                                                                   | Rio de Janeiro 2016 |
| Běh na 800 metrů                            | 1:40,91                 | David Lekuta Rudisha                                                                | Londýn 2012         |
| Běh na 1500 metrů                           | 3:27,65                 | Cole Hocker                                                                         | Paříž 2024          |
| Běh na 5000 metrů                           | 12:57,82                | Kenenisa Bekele                                                                     | Peking 2008         |
| Běh na 10 000 metrů                         | 26:43,14                | Joshua Cheptegei                                                                    | Paříž 2024          |
| Maratonský běh                              | 2:06:26                 | Tamirat Tola                                                                        | Paříž 2024          |
| Běh na 3000 metrů překážek                  | 8:03,28                 | Conseslus Kipruto                                                                   | Rio de Janeiro 2016 |
| Běh na 110 metrů překážek                   | 12,91 s                 | Liou Siang                                                                          | Athény 2004         |
| Běh na 400 metrů překážek                   | 45,94 s                 | Karsten Warholm                                                                     | Tokio 2020          |
| Skok do výšky                               | 239 cm                  | Charles Austin                                                                      | Atlanta 1996        |
| Skok o tyči                                 | 625 cm                  | Armand Duplantis                                                                    | Paříž 2024          |
| Skok daleký                                 | 890 cm                  | Bob Beamon                                                                          | Mexiko 1968         |
| Trojskok                                    | 18,09 m (platný rekord) | Kenny Harrison                                                                      | Atlanta 1996        |
| Trojskok                                    | 18,17 m (vítr +2,1 m/s) | Mike Conley                                                                         | Barcelona 1992      |
| Vrh koulí                                   | 23,30 m                 | Ryan Crouser                                                                        | Tokio 2020          |
| Hod diskem                                  | 70,00 m                 | Rojé Stona                                                                          | Paříž 2024          |
| Hod kladivem                                | 84,80 m                 | Sergej Litvinov                                                                     | Soul 1988           |
| Hod oštěpem                                 | 92,97 m                 | Aršad Nadím                                                                         | Paříž 2024          |
| Desetiboj                                   | 9 018 bodů              | Damian Warner                                                                       | Tokio 2020          |
| Chůze na 20 km (silnice)                    | 1:18,46                 | Čchen Ting                                                                          | Londýn 2012         |
| Chůze na 50 km (silnice)                    | 3:36,53                 | Jared Tallent                                                                       | Londýn 2012         |
| Běh na 4 × 100 metrů                        | 36,84 s                 | Jamajka Nesta Carter Michael Frater Yohan Blake Usain Bolt                          | Londýn 2012         |
| Běh na 4 × 400 metrů                        | 2:54,43                 | Spojené státy americké Christopher Bailey Vernon Norwood Bryce Deadmon Rai Benjamin | Paříž 2024          |
| Zdroj - Světové rekordy na World Athleticks |                         |                                                                                     |                     |

## Ženy
| Disciplína                                  | Rekord     | Jméno a národnost                                                                                | Hry                 |
| ------------------------------------------- | ---------- | ------------------------------------------------------------------------------------------------ | ------------------- |
| Běh na 100 metrů                            | 10,61 s    | Elaine Thompsonová                                                                               | Tokio 2021          |
| Běh na 200 metrů                            | 21,34 s    | Florence Griffith-Joynerová                                                                      | Soul 1988           |
| Běh na 400 metrů                            | 48,17 s    | Marileidy Paulinová                                                                              | Paříž 2024          |
| Běh na 800 metrů                            | 1:53,43    | Naděžda Olizarenková                                                                             | Moskva 1980         |
| Běh na 1500 metrů                           | 3:51,29    | Faith Kipyegonová                                                                                | Paříž 2024          |
| Běh na 5000 metrů                           | 14:26,17   | Vivian Cheruiyotová                                                                              | Rio de Janeiro 2016 |
| Běh na 10 000 metrů                         | 29:17,45   | Almaz Ayanaová                                                                                   | Rio de Janeiro 2016 |
| Maratonský běh                              | 2:22:55    | Sifan Hassanová                                                                                  | Paříž 2024          |
| Běh na 3000 metrů překážek                  | 8:52,76    | Winfred Yaviová                                                                                  | Paříž 2024          |
| Běh na 80 metrů překážek                    | 10,39 s    | Maureen Cairdová                                                                                 | Mexico City 1968    |
| Běh na 100 metrů překážek                   | 12,33 s    | Masai Russellová                                                                                 | Paříž 2024          |
| Běh na 400 metrů překážek                   | 50,37 s    | Sydney McLaughlinová-Levroneová                                                                  | Paříž 2024          |
| Skok do výšky                               | 206 cm     | Jelena Slesarenková                                                                              | Athény 2004         |
| Skok o tyči                                 | 505 cm     | Jelena Isinbajevová                                                                              | Peking 2008         |
| Skok daleký                                 | 740 cm     | Jackie Joynerová-Kerseeová                                                                       | Soul 1988           |
| Trojskok                                    | 15,67 m    | Yulimar Rojasová                                                                                 | Tokio 2021          |
| Vrh koulí                                   | 22,41 m    | Ilona Slupianeková                                                                               | Moskva 1980         |
| Hod diskem                                  | 72,30 m    | Martina Hellmannová                                                                              | Soul 1988           |
| Hod kladivem                                | 82,29 m    | Anita Włodarczyková                                                                              | Rio de Janeiro 2016 |
| Hod oštěpem                                 | 71,53 m    | Osleidys Menéndezová                                                                             | Athény 2004         |
| Sedmiboj                                    | 7 291 bodů | Jackie Joynerová-Kerseeová                                                                       | Soul 1988           |
| Chůze na 20 km (silnice)                    | 1:25,02    | Jelena Lašmanovová                                                                               | Londýn 2012         |
| Běh na 4 × 100 metrů                        | 40,82 s    | Spojené státy americké Tianna Bartolettaová Allyson Felixová Bianca Knightová Carmelita Jeterová | Londýn 2012         |
| Běh na 4 × 400 metrů                        | 3:15,17    | Sovětský svaz Taťjana Ledovská Olga Nazarovová Maria Piniginová Olga Bryzginová                  | Soul 1988           |
| Zdroj - Světové rekordy na World Athleticks |            |                                                                                                  |                     |